# Pusilho
Pusilho är en ort i Mexiko.   Den ligger i kommunen Santiago el Pinar och delstaten Chiapas, i den sydöstra delen av landet, 700 km öster om huvudstaden Mexico City. Pusilho ligger 1 612 meter över havet och antalet invånare är 159.
Terrängen runt Pusilho är kuperad söderut, men norrut är den bergig. Terrängen runt Pusilho sluttar norrut. Runt Pusilho är det ganska tätbefolkat, med 166 invånare per kvadratkilometer. Närmaste större samhälle är El Bosque, 13,9 km norr om Pusilho. Omgivningarna runt Pusilho är en mosaik av jordbruksmark och naturlig växtlighet.